# Grosso e Vece
Grosso e Vece (auch: Grosso & Vece) war ein italienisches Karosseriebauunternehmen, das in den 1960er-Jahren Rohkarosserien für kleine italienische Automobilhersteller fertigte. Es wurde vor allem durch seine Beziehung zu Bizzarrini bekannt.

## Unternehmensgeschichte
Gründer des Unternehmens waren Giuseppe Grosso und Roberto Vece. Grosso war von 1956 bis 1961 Mitinhaber des in Moncalieri ansässigen Unternehmens Martelleria Silla (später: Gaia e Grosso) gewesen, das als Subunternehmen Spenglerarbeiten für Turiner Designstudios ausführte. Vece arbeitete in den 1950er-Jahren als Werkstattleiter für die Carrozzeria Allemano. 1961 gab Grosso seine Beteiligung an Silla auf, und Vece verließ Allemano. Beide gründeten in Turin ein neues Karosseriebauunternehmen, das als Grosso e Vece firmierte.

### Intermeccanica

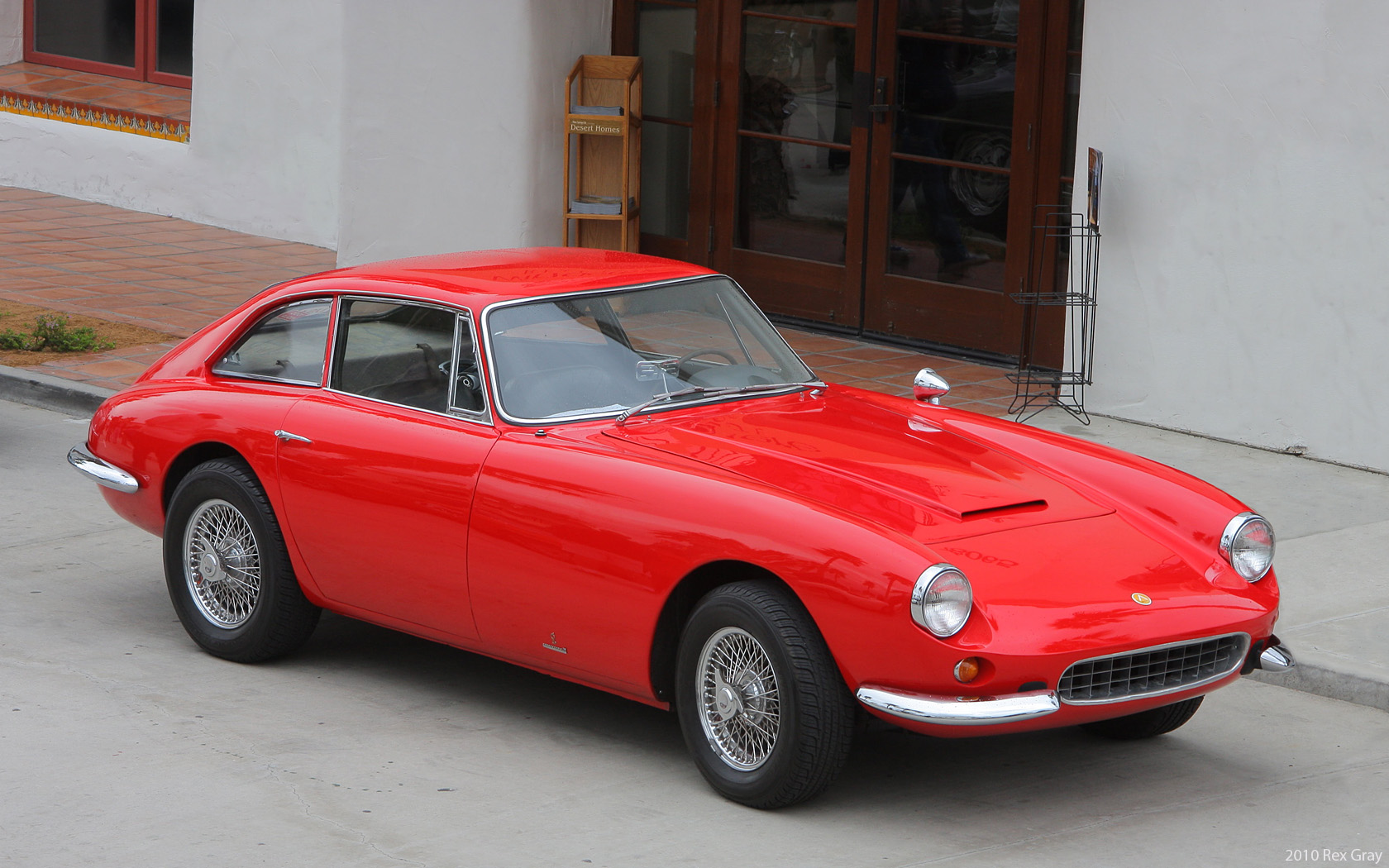
Apollo GT

Grosso e Vece produzierte – ähnlich wie zuvor Silla – als Zulieferer Karosseriebleche für verschiedene Automobilhersteller. Der größte Auftraggeber war zunächst die Carrozzeria Vignale. In der zweiten Hälfte des Jahres 1964 stellte Grosso e Vece, auf Sargiotto folgend, etwa 55 Karosserien für einen von Intermeccanica konstruierten Sportwagen her, der in den USA von den Unternehmen IMC und Apollo International als Apollo GT und von Vanguard Motors Corporation als Vetta Ventura verkauft wurde. Der Auftrag beschränkte sich jeweils auf die Fertigung von Rohkarosserien; die Komplettierung der Autos durch den Einbau der Verglasung, der Verkabelung und des Innenraums sowie die Lackierung übernahm dagegen der Turiner Spezialbetrieb Carbondio.

### Bizzarrini

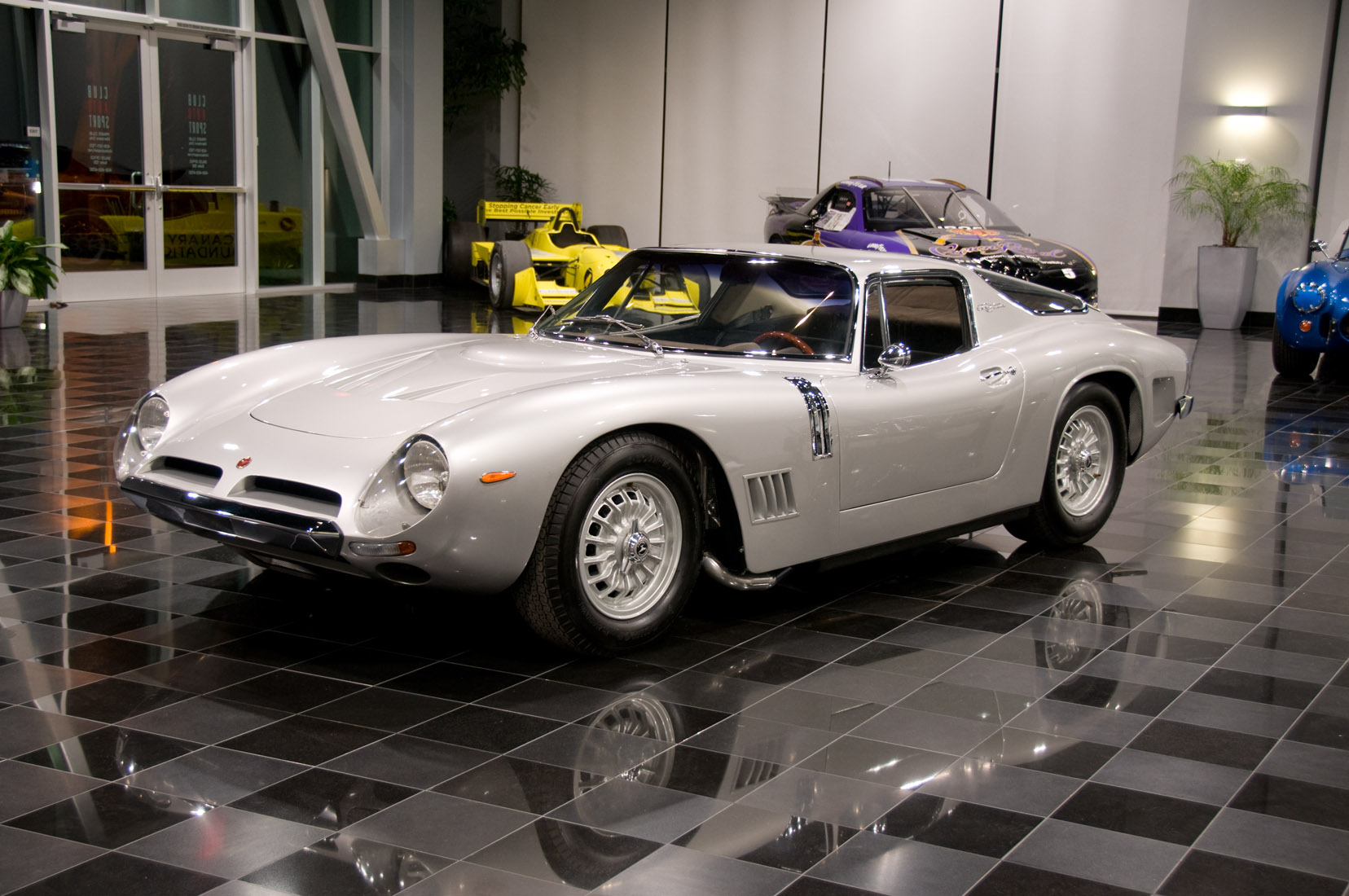
Rohkarosserie von Grosso e Vece: Bizzarrini GT 5300

Ab 1966 war Grosso e Vece in erster Linie für Bizzarrini tätig. Das toskanische Unternehmen Automobili Bizzarrini, das in geringen Stückzahlen den geschlossenen Sportwagen GT 5300 verkaufte, hatte von Beginn an Schwierigkeiten mit seinen Karosserielieferanten. Die Aufbauten für den GT 5300 kamen bis 1965 von der Carrozzeria Sports Cars, 1965 dann vorübergehend von Subalpina und 1966 von BBM in Modena. Als BBM 1966 den Betrieb einstellte, übernahm Grosso e Vece die Herstellung der Rohkarosserien für Bizzarrini. Auch hier war die Komplettierung der Autos zu Carbondio ausgelagert.
1967 geriet Grosso e Vece in wirtschaftliche Schwierigkeiten – möglicherweise weil Bizzarrini nicht in der Lage war, seinen Lieferanten zu bezahlen – und stellte im Laufe des Sommers den Betrieb ein.